# ميل عرضي (طرق)

المقطع العرضي للطريق. 1. مزراب؛ 2. كتف؛ 3. قاعدة الفرعية؛ 4. قاعدة دورة؛ 5. أسفلت

يُعد الميل العرضي أو المنحدر العرضي أو الحدبة (بالإنجليزية: Cross slope)‏ ميزة هندسية لأسطح الأرصفة: المنحدر العرضي باعتبار الأفق مرجعا. إنه عامل أمان مهم للغاية. يتم وضع الميل العرضي لتوفير تدرج التصريف حتى يُصرف الماء من السطح إلى نظام تصريف المياه مثل مزراب الشارع أو الخندق. يسهم عدم كفاية المنحدر العرضي في التحليق المائي. في المقاطع المستقيمة للطرق العادية ذات المسارين، يكون المقطع العرضي للرصيف عادةً أعلى في الوسط وينحدر إلى كلا الجانبين. في المنعرجات، يتم وضع الميل العرضي في مستوى عالٍ من جهة واحدة لتقليل جهد التوجيه والقوة الطاردة المركزية الناتجة من الدوران حول المنعرج. تصرف جميع المياه إلى داخل المنعرج. إذا كان مقدار الميل العرضي يتذبذب في نطاق 1–25 متر (3–82 قدم)، فإن الجسم والحمولة الصافية للمركبات الكبيرة (الثقيلة) سوف تواجه اهتزازعالي للدوران .

## المهام
المهمة المركزية للميل عرضي هي تبديد المياه السطحية بسرعة ودون ضرر من سطح الطريق لحماية الطرق من الرطوبة واحتباس الماء وعواقبهم. في العصور القديمة، استخدم البنائون الرومان الميل العرضي لبناء الطرق الرومانية، بحيث يمكن استخدامها بشكل دائم وآمن. بالإضافة إلى الصرف الصحي، يلبي الميل العرضي أيضًا أغراض القيادة الديناميكية، مثل امتصاص أو تقليل قوة الطرد المركزي في منحنى سريع الحركة. على غرار الميل العرضي في مجال بناء الطرق، ترفع قضبان السكك من جهة واحدة في مجال بناء السكك الحديدية، ولكن أسباب الصرف في هذه الحالة لا تلعب أي دور.
يعمل الميل العرضي أولاً وقبل كل شيءعلى تصريف المياه من أسطح الطرق. بسبب ميل أسطح الطريق، يتم توجيه المياه السطحية بطريقة قصيرة وسريعة إلى حافة الطريق إما بالتسرب هناك أو بمساعدة جهاز تصريف (على سبيل المثال، خزان تجميع) ليتم تصريفها بتأني. يتم أيضًا وضع الميل العرضي للطبقات تحت السطحية بنفس طريقة إنجاز طبقة السير.
علاوة على ذلك، يعمل الميل عرضي على امتصاص قوى الطرد المركزي التي تحدث في المنعرجات. بهذه الطريقة، يمكن اجتياز المنحنى بأمان وبسرعة أعلى. يعمل الميل العرضي أيضًا على توجيه السائق بصريًا، حيث يتم تحسين تصور المنحنى قبل ولوجه.

## أشكال الميل العرضي
بمرور الوقت، تطورت أنواع مختلفة من المُيُول العرضية في هندسة إنشاء الطرق:
- شكل مائل - منحدر الطريق من جانب واحد

التمثيل التخطيطي للميل العرضي شكل السقف

- شكل السقف - يميل منحدر الطريق لأسفل من المركز على كلا الجانبين (والعكس صحيح أيضًا كسقف سلبي)

التالتمثيل التخطيطي للميل العرضي لشكل السقف المعكوس

- شكل مُحدَودَب - تشبه شكل السقف، لكن تزيد زاوية الميل العرضي بشكل مطرد من كلا الجانبين (الساعة الرملية)

التمثيل التخطيطي للميل العرضي شكل مُحدَودَب

- معبر الصفر - الوضع الأفقي للطريق في منطقة تطور الميل عرضي

التمثيل التخطيطي للميل العرضي معبر الصفر

- شكل مسنن - ميل مزدوج ومتوازي من جانب واحد على الطرق مع مسلكين منفصلين

التمثيل التخطيطي للميل العرضي شكل مسنن

## الحدود والقيم التوجيهية
تحدد لوائح إنشاء الطرق القيم المحددة والموجهة للميل العرضي لضمان أعلى درجة ممكنة من الوظائف والسلامة على الطرق. الميل العرضي القاعدي للرصيف هو ف = 2.5٪. مع زيادة السرعة واعتمادًا على فئة الطريق ونصف قطر الدوران، يمكن أن رفع هذه القيمة إلى ف = 8٪ الانحرافات صعودًا وهبوطًا ممكنة، ولكن يجب تقييمها على أساس فردي.
يجب ألا يتجاوز الميل العرضي للأرصفة نسبة 2.5٪ المطلوبة للصرف الصحي من أجل منع التدابير المضادة اللازمة لمستخدمي الكراسي المتحركة. يسمح برفع الميل حتى 6٪ في مداخل الممتلكات ومكاتب المعاشات.

## شريط الميول العرضية
في مخطط المقطع الطولي للطريق يرسم شريط الميول العرضية حيث تمثل الحافة اليسرى من الطريق بخط مستمر والحافة اليمنى بخط متقطع أما محور الطريق فيمثل بخط متقطع بنقطة، علاوة على ذلك، تتم كتابة الميل العرضي، وعرض الطريق، وعند الاقتضاء كتابة التغيير النسبي في الميل Δs . يصف الخط الأفقي لحافة الطريق مسارًا ثابتًا للميل عرضي، وتشير الخط المائل حافة الطريق إلى تغير الميل العرضي. إذا كان هناك تقاطع بين حواف الممر والمحور (على سبيل المثال، في التغير)، يكون الميل العرضي صفرًا في هذه المرحلة.
يتم تمثيل شريط الميل العرضي مع شريط الانحناءات أسفل شريط الارتفاعات. وبهذه الطريقة، يمكن فهم موقع المنشأة (الطريق) على أنه بنية فضائية (ثلاثية الأبعاد) ويمكن بسهولة تقييم ما إذا كان قد تم استيفاء جميع الشروط المطلوبة من قيم الحدود انطلاقا من رسم المقطع الأفقي للطريق.

## القواعد والمعايير
ألمانيا
- إرشادات RAL لبناء الطرق الريفية - الجزء: الطرق

النمسا
- التوجيه RVS 03.03.23

سويسرا
- توجيهاتSN 640 120 ؛ الميل العرضي في خطوط مستقيمة والمنحنيات، والتغيير عبر المنحدر.

مصر
- الكود المصرى للطرق
- الكود المصرى لاعمال الطرق الحضرية والخلوية، الجزء الثالث :تصميم الطرق 4-3 الميل العرضي للرصف صفحات 71-74

الجزائر
- المعايير الفنية لدراسات الطرق في الجزائر B40